# Битка код Ларисе
Битка код Ларисе била је војни сукоб између војске Византијског царства и италијанско-норманске грофовије Апулија и Калабрије. Дана 3. новембра 1082, Нормани су опколили град Ларису. У јулу наредне године, византијска појачања су напала блокадерску силу, узнемиравајући је ангажовањем својих стрелаца на коњима и ширењем раздора међу норманским редовима кроз дипломатске технике.

## Позадина
Нормани су прво стигли у јужну Италију у 1015. године из северне Француске где су служили локалним Ломбардима као плаћеници против Византијског царства. Пошто су плаћани земљом, ускоро су постали довољно моћни да оспоре папску власт; године 1054. поразили су папу у бици код Цивитате, присиљавајући га да призна њихову власт.  Око 1059. папа је поставио Роберта Гвискара, из породице Отвил, за војводу Апулије, Калабрије и Сицилије. Међутим, већина Апулије и Калабрије је и даље била у византијским рукама, а Сицилија је била у рукама Сарацена.
До 1071. године, Роберт је, заједно с братом Руђером, преузео задње византијско упориште у Италији, Бари. До наредне године они су освојили целу Сицилију, окончавајући постојање Исламског Емирата на Сицилији. Већ 1073. године византијски император Михајло VII послао је изасланика Роберту, побећавши женидбу свог сина Константина за Робертову ћерку Хелену. Гвискар је прихватио понуду и послао своју ћерку у Цариград. Међутим, 1078. године Михајла је срушио Нићифор III Вотанијат, то је био догађај који је уништио све шансе које је Хелена имала за престо. То је Роберта мотивисало да нападне царство тврдећи да је његова ћерка малтретирана; међутим, његова интервенција је одложена због побуне у Италији.
Роберт је регрутовао све мушкарце из свих узраста способних за војску, коју је попунио. У међувремену, послао је амбасадора на византијски двор са наређењима да захтева одговарајући третман за Хелену и да победи Доместика Схолу, Алексија Комнина. Резултати ових покушаја остају непознати, али се зна да је амбасадор пао под утицај Алексијевог шарма и док се враћао у Италију, чуо је за успешан удар Алексеја против Вотанијата, чиме је овај постао цар.
Када се амбасадор вратио, позвао је Роберта да склопи мир, тврдећи да Алексије није желео ништа осим пријатељства са Нормама. Међутим, Роберт није имао намеру да склопи мир; па је послао сина Боемунда са великим снагама према Грчкој, а Боемунд је стигао у Аулон, а одмах након тога и сам Роберт.
Дана 18. октобра 1081. године, византијци су под Алексејем претрпели разарајући пораз у бици код Драча. Историчар Џонатан Харис тврди да је пораз био "свакако толоко озбиљан као и онај код Манцикерта." Алексије је изгубио око 5.000 својих људи, укључујући и већину Варијага. Нормански губици су остали непознати, али Џон Халдон тврди да су и они били знатни јер су оба крила била сломљена, и након тога су се разбежала . Историчар Роберт Холмс каже: "Нову витешку тактику опремања копљем - чврсто подигнутим испод руке да удружи деловање човека и коња - доказао је борбени победник.
Георгије Пеолог није успео да поново уђе у град након битке и напустио је главнину снага. Одбрана утврђења је препуштена Венецијанима, док је сам град препуштен грофу Тента мобилизованом из Арбанона (тј. Εξ Αρβανων ορμωμενω Κομισκορτη, термин Κομισκορτη је кратак за κομης της κορτης што значи "гроф тента" ).
У фебруару 1082. Драч је пао након што је венецијанац или један грађанин Амалфитана отворио капије Норманима. Норманска војска наставила је да преузима већину северне Грчке, без суочавања са великим отпором. Док је Гвискар био у Касторији, из Италије су дошли гласници, са вестима да су Апулија, Калабрија и Кампанија захваћене устанком. Такође је сазнао да је цар светог римског царства Хајнрих VI био пред капијама Рима и да је преговарао папом Гргуром VII, иначе норманским савезником. Алекиос је преговарао са Хајнрихом и дао му 360.000 златника у замену за савез. Хајнрих је одговорио инвазијом Италије и нападом на папу. Гвискар је пожурио у Италију, остављајући Боемунда да командује војском у Грчкој.
Алексије, је очајнички покушавао да пронађе новац, па је наредио да се одузиму сва богатства цркве. Са овим новцем Алексије је прикупио војску у близини Солуна и отишао је да се бори са Боемундом. Боемунд је поразио Алекисија у две битке: једаној у близини Арте и другој у близини Јоније. Ово је оставило Боемунду у контролу над Македонијом и готово целом Тесалијом. 

## Битка
Дана 3. новембра 1082. Боемунд је напустио свој камп у Трикали како би опсео град Ларису. Надаље ништа није познато о току опсаде или о градским утврђењима. Управник Ларисе Лав Кефалас, искусан официр, послао је писмо Алексију у коме је затражио хитну помоћ шест месеци од почетка опсаде (април 1083), пошто је опсада почела да узима свој данак од бранитеља. Византијци су затим прибегли организовању завере у оквиру Норманске војске, на челу са официрима Петром Аулпсом, Реналдом и Вилијамом, који су оптужени за покушај дезертерства. У рану зими 1082. године, Алексије је успео да задобије око 7.000 плаћеника, који су били војници селџучког турског султана Сулејмана ибн Куталмиша. Контингент је водио војсковођа по имену Камирес. Алекиос је наставио да подиже трупе у Константинопољу, док је крајем 1082 патријарх Јерусалимски Еутимиус био упућен у Солун, где је прикупио додатну силу и покушао да се договори са Нормама. У Марту 1083. године Алексије је отишао из Константинопоља на челу војске која је марширала према Лариси. Војска напредовала кроз уску долину Темпе, и улогорила се на Плабитзи, на обали Пенеија.
Византинци су избегавали директан сукоб са Нормама, који су пролазили југозападно од Ларисе и долазили у Трикалу почетком априла, без икаквог отпора. Византијски извиђачи су успели да ухватите локалног мештанина који им је пружио кључне информације о топографији подручја око Ларисе. Низак морал и недостатак војног искуства византијских трупа захтевали су да се примени лукавство како би се победили Нормани. Дан касније, генерали Нићифор Мелисен и Василије Куртики су приступили Лариси са истока, приликом чега су истакли царску заставу. После кратке борбе, Византијци су се отпочели лажно повлачење, што је одвукло Нормане који то нису очекивали, у место под називом Ликостомион (Вучја уста), где је Алексије чекао у заседи заједно са јединцом елитне коњице. Боемундова и коњица грофа Бриенеа биле су усмерене према царској застави. Када су мале снаге пелтастова (лака пешадија) и постављени стрелци почели да их узнемиравају из другог правца, коњица Бриене усмерила је своју пажњу према њима. Трпећи губитке, коњаници су прекинули деловање. У међувремену, Боемунд је поставио свој логор на острву Салабрија, (истичући да се борба вероватно догодила крајем јула). Сутрадан су се вратили турци и "сармати" (вероватно Печенези) гађајући стрелама, овога пута нападајући и Боемундов логор. Нормани су одлучили да стоје на земљи и формирају фалангу. Паника је наступила када је убијен носилац Норманске заставе, што је довело до њиховог повлачења у Трикалу.

## Последице
Раздор је наставио да се шири у Норманском војском, пошто су њени официрии тражили да им се плате неизмирене обавезе у износу од две и по године, али ту суму Боемунд није имао да им исплати. Највећи део Норманске војске вратио се на обалу и отпловио назад у Италију, остављајући само мали гарнизон у Касторији. 
Алекиос је Венецијанима доделио трговачку колонију у Цариграду, као и ослобођање од трговинских дужности у замену за обновљену помоћ. А они су одговорили повратком Драча и Крфа, враћајући их Византијском царству. Ове победе су вратиле Византијско царство на његово претходно стање кво и обележиле почетак комнинске обнове царства.